# 呂姜
呂姜（?—?），姜姓，卫庄公 (蒯聩)的夫人，子卫出公、太子疾、公子青。
卫庄公从城上看到己氏的妻子头发漂亮，派人让她剪下来，作为吕姜的假发。前478年（鲁哀公十八年、卫庄公三年）十一月十二，石圃带领工匠讨伐卫庄公，卫庄公投奔戎州己氏，把玉璧给己氏看，说：“你救我的命，我给你玉璧。”己氏说：“杀了你，玉璧会到那里去？”杀死了卫庄公，得到玉璧。卫国人让公孙般师回国为君。